# Dolichopeza (Oropeza) polita polita
Dolichopeza (Oropeza) polita polita is een ondersoort van de tweevleugelige Dolichopeza (Oropeza) polita uit de familie langpootmuggen (Tipulidae). De ondersoort komt voor in het Nearctisch gebied.